# 北海事件
北海事件，是1936年9月3日在广东省北海（现属广西壮族自治区）发生的谋杀日本人的案件。而根据国共双方的说法，事件起于北海军民的爱国热情，“打击了日本帝国主义的嚣张气焰，推动了当地的抗日救亡运动”。

## 背景
1936年，粤桂系联合反蒋的两广事变失败后，陈济棠在广东宣布下野，而之前参与反蒋的新桂系开始与蒋、共双方积极合作。蒋中正亲赴广州，自8月10日起与桂方代表接触。桂方提出，蒋中正必须准备抗日，桂方则将全力协助。同月，新桂系宣布恢复第十九路军建制，派一部进占广东北海，表明强硬的抗日立场。9月2日，蒋方代表抵达南宁与李宗仁、白崇禧正式谈判。

## 经过
1936年9月3日下午5点多钟，在广东省北海经营一家商店的日本人中野順三被一群袭击商店的当地暴徒杀害。根据中国共产党方的说法，中野顺三在“北海开设香港日本丸一药行支店丸一大药房作掩护，平时以打鸟钓鱼为名，足迹遍及北海以至廉州一带，秘密绘制地图和测量港口航道水深及记录潮汐等情况，为日军提供情报”。
该地区当时是桂军新编独立第一师翁照垣麾下的前十九路軍，和第六十一师丘北琛的暂驻地，事件背后的原因是当地的反日情绪。9月10日，日本海军命驻上海及青岛的多艘驱逐舰南下北海，驻防北海的十九路军六十一师则宣布在北海实行戒严。
在收到有关事件的报告后，11日，日本内阁召开会议商讨北海事件，并指示驻华大使关于此案，连同8月4日的成都事件，通过川越茂大使与国民政府进行严重的交涉（川越-張群会談），因为当时成都大川饭店事件发生后已经导致中日关系紧张。12日，国民政府外交部驻两广特派员公署派员到北海进行调查，遭到六十一师的拒绝。同时，新桂系在北海中山公园组织了反对蒋介石亲日的大会，随后动员数千人涌向码头一带抗议调查，高呼“打倒屈辱外交”、“打倒日本侦探”等口号。随同前来调查的日舰“嵯峨号”不敢贸然靠岸。此后数天，南下日舰9艘到达北海海面游弋，始终不敢强行登陆。
蒋介石则以不要引发重大国际纷争为由，向李宗仁、白崇禧施加压力，六十一师于21日撤离了北海。9月20日，日方在翁照垣军队撤离后进行了实地调查，并于9月24日完成了调查。调查员救出了受害者的中国妻子以及躲在郊区的子女。9月下旬，国民政府外交部驻两广特派员公署又派员会同日方到北海进行了第二次调查。经过反复谈判，12月30日，国民政府决定道歉，惩罚负责人和肇事者，并向受害者和其他人的遗民捐款3万元。